# رولر كوستر تايكون 3
رولر كوستر تايكون 3 (بالإنجليزية: RollerCoaster Tycoon 3)‏ هي لعبة محاكاة بناء وإدارة من تطوير شركة فرونتير دفلوبمنتس وهي الجزء الثالث من سلسلة ألعاب رولر كوستر. صدرت اللعبة على أجهزة مايكروسوفت ويندوز في نوفبمر 2004.